# Autonome Koreaanse Prefectuur Yanbian
Yanbian is een autonome prefectuur in het oosten van de noordoostelijke provincie Jilin, Volksrepubliek China. Yanbian grenst in het oosten aan Noord-Korea en de kraj Primorje van Rusland, en is de enige prefectuur van Jilin die aan deze gebieden grenst.
Hier volgt een lijst met het aantal van de officiële etnische groepen van de Volksrepubliek China in deze autonome prefectuur:
| Nationaliteit | Aantal    | Percentage |
| ------------- | --------- | ---------- |
| Han-Chinezen  | 1.341.175 | 60,7%      |
| Koreanen      | 801.210   | 36,26%     |
| Mantsjoes     | 56.970    | 2,58%      |
| Hui           | 6.732     | 0,30%      |
| Mongolen      | 2.613     | 0,12%      |
| Overige       | 946       | 0,04%      |